# Федково
Фе́дково — деревня в Порховском районе Псковской области России.
Расположена на правом берегу реки Шелонь в 5 км к юго-востоку от Порхова.
В деревне располагается «детская деревня», проект по реабилитации детей-инвалидов, реализуемый благотворительной организацией «Росток».

## Население
| 2001 | 2002 | 2010 |
| ---- | ---- | ---- |
| 35   | ↗41  | ↘23  |